# Hermann Pätzold
Hermann Pätzold, född 1824 i Schlesien, död 1861, var en tysk tonsättare och direktör i Königsberg.

## Biografi
Hermann Pätzold föddes 1824 i Schlesien. Han var elev till Mosevius och Seidel, samt av Eduard Grell i Berlin. Pätzold arbetade som tonsättare och direktör vid Musikaliska akademien i Königsberg. Pätzold avled 1861 av nervslag under ouvertyren till oratoriet Elias.
Pätzold har komponerat stycken för piano och sång.